# Eria porteri
Eria porteri là một loài thực vật có hoa trong họ Lan. Loài này được Seidenf. & A.D.Kerr mô tả khoa học đầu tiên năm 1982.